# Cryptocoryne ideii
Cryptocoryne ideii là một loài thực vật có hoa trong họ Ráy (Araceae). Loài này được Budianto mô tả khoa học đầu tiên năm 2004.